# Berlin Schöneweide
Berlin Schöneweide – stacja kolejowa w Berlinie, w dzielnicy Schöneweide, w Niemczech. Stacja posiada 3 perony.